# Kracht (Adelsgeschlecht)

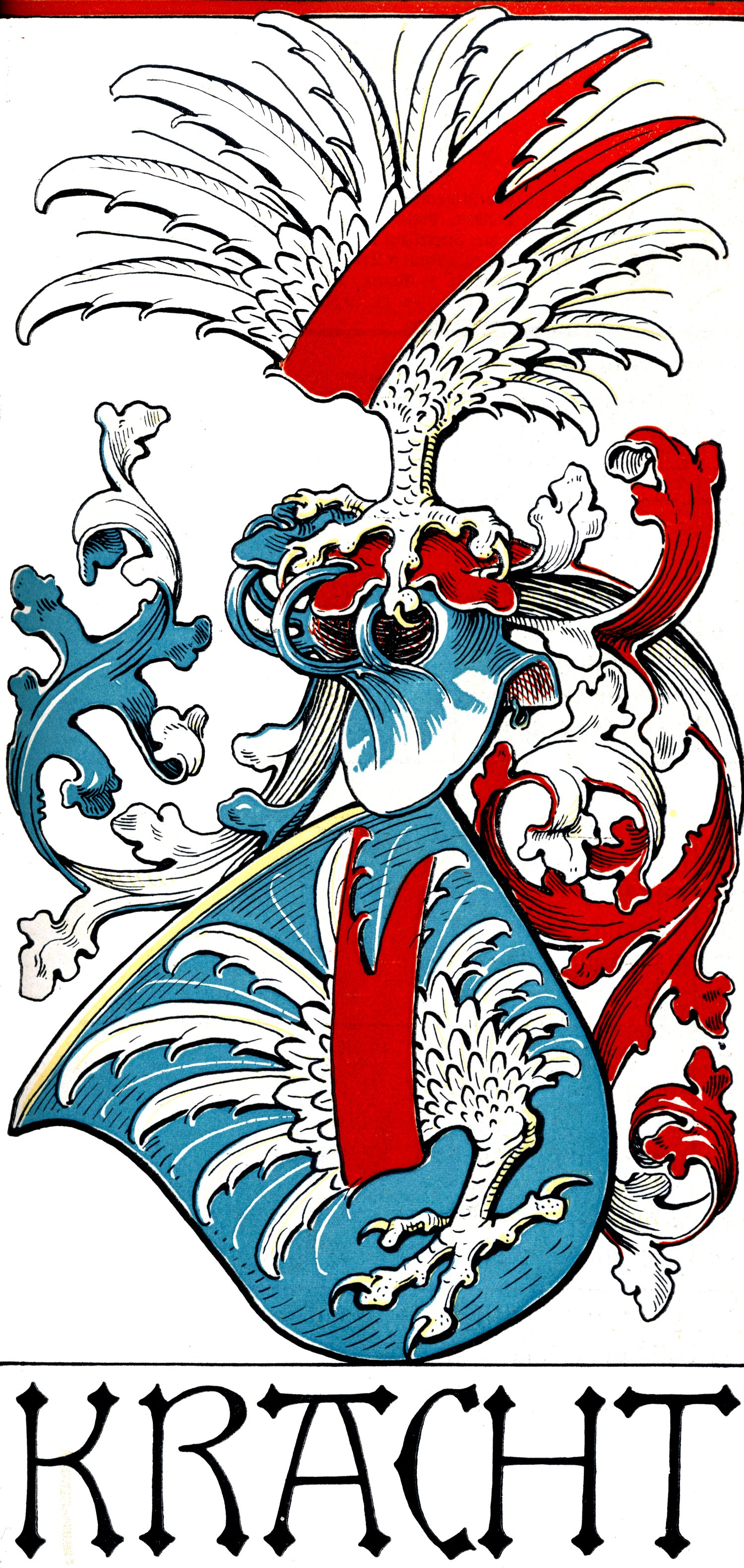
Wappengrafik von Otto Hupp aus dem Münchener Kalender 1919

Kracht ist der Name eines alten Adelsgeschlechts, das wahrscheinlich aus dem ehemaligen Erzbistum Magdeburg stammt.

## Geschichte
Die Familie teilte sich bereits um das Jahr 1260 in zwei Stämme, von denen der erzstift-magdeburgische Stamm um 1605 erlosch, während der brandenburgisch-lausitzer-ostpreußische Stamm bis heute fortbesteht. Die mit dem Deutschen Orden nach Ostpreußen gekommene Linie war zum Ende des 16. Jahrhunderts ausgestorben. Der in Wanzleben, Wolmirstedt und Jericho ehemals begüterte Magdeburger Stamm erscheint zuerst 1156–1165.
Der brandenburg-lausitz-ostpreußische Stamm erscheint erstmals mit Zabel von Kracht, der urkundlich zwischen 1280 und 1295 nachweisbar ist, und zwar zunächst als Ministeriale des Erzstiftes Magdeburg, dann als miles fidelis (übersetzt etwa getreuer Gefolgsmann) des Markgrafen von Brandenburg in Luckenberg auftritt. Dessen Urenkel Heinze von Kracht wurde der erste brandenburgische Kanzler unter den Hohenzollern.

## Wappen
a) Magdeburger Stamm: Von Silber über Rot geteilt mit je einer Greifenklaue verwechselter Farbe; auf dem Helm mit rot-silbernen Decken ein offener roter Flug.
b) brandenburg-lausitz-ostpreußischer Stamm: In Blau eine geflügelte silberne Greifenklaue mit rotem Schrägbalken über dem silbernen Flügel; auf dem Helm mit blau-rot-silbernen Decken das Schildbild.

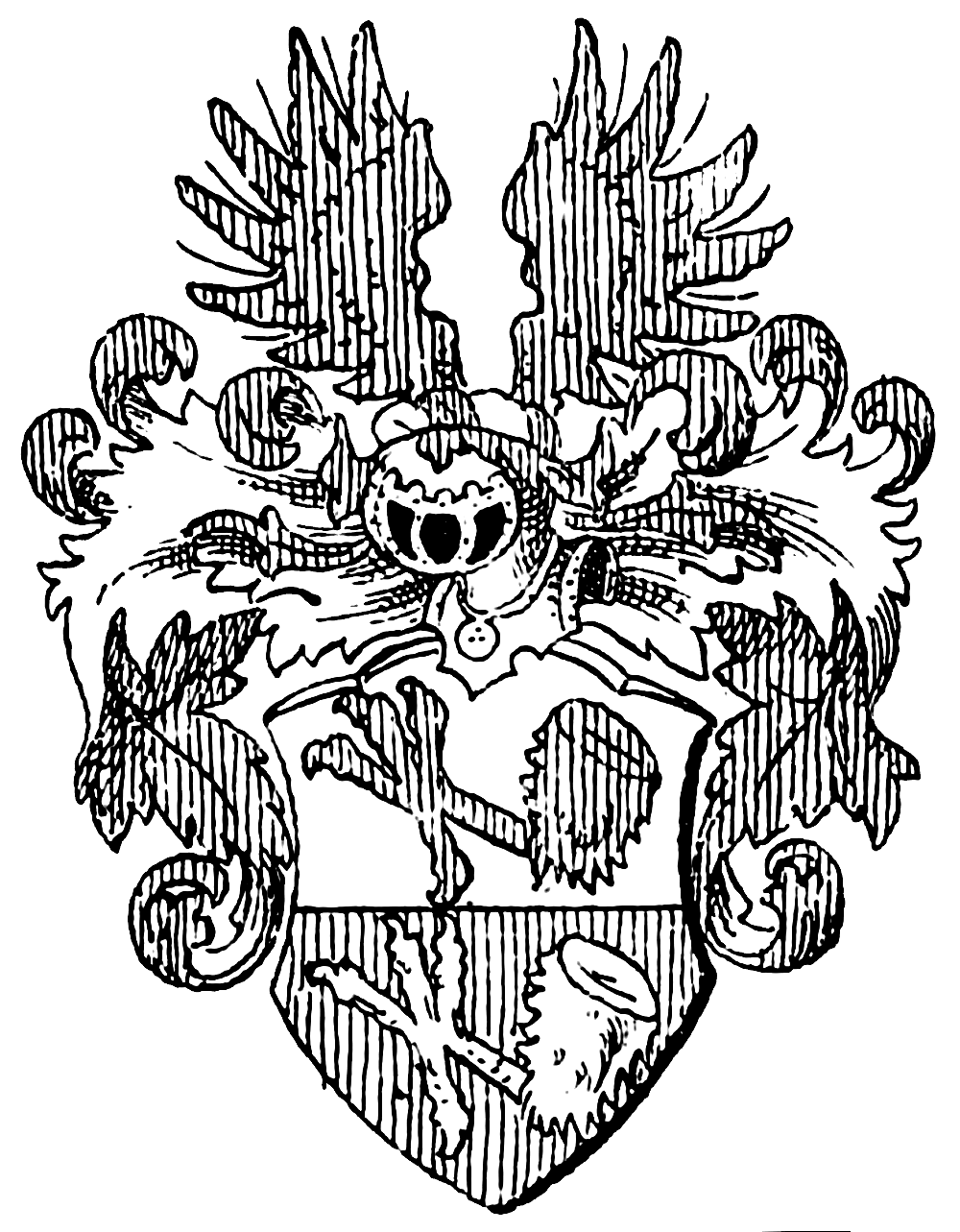
Wappen derer von Kracht (Magdeburg)
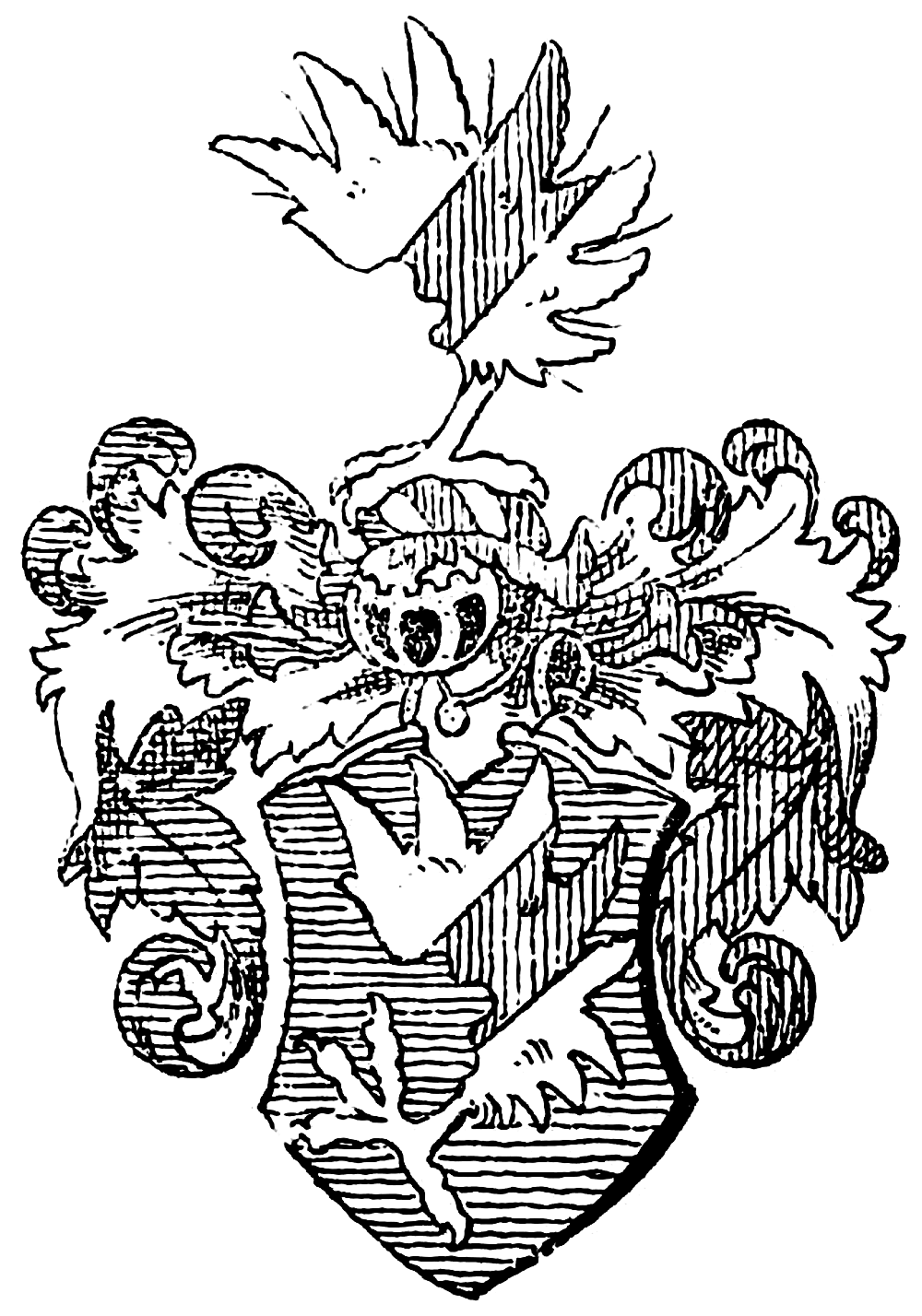
Wappen derer von Kracht (Brandenburg-Ostpreußen)

## Namhafte Vertreter des Geschlechts
- Heinze von Kracht (um 1400–nach 1466), erster brandenburgischer Kanzler unter den Hohenzollern
- Albrecht Kracht (1487–1569), Kardinal, Senior des Domkapitel Magdeburgs
- Hildebrand von Kracht (1573–1638), Oberhauptmann der Festung Küstrin
- Dietrich von Kracht (1603–1657), Obrist, Kommandant von Berlin
- Karl Friedrich Erdmann von Kracht (1776–1856), preußischer Generalleutnant
- Ernst von Kracht (1841–1932), preußischer Generalmajor
- Friedrich von Kracht (1844–1933), preußischer Generalleutnant

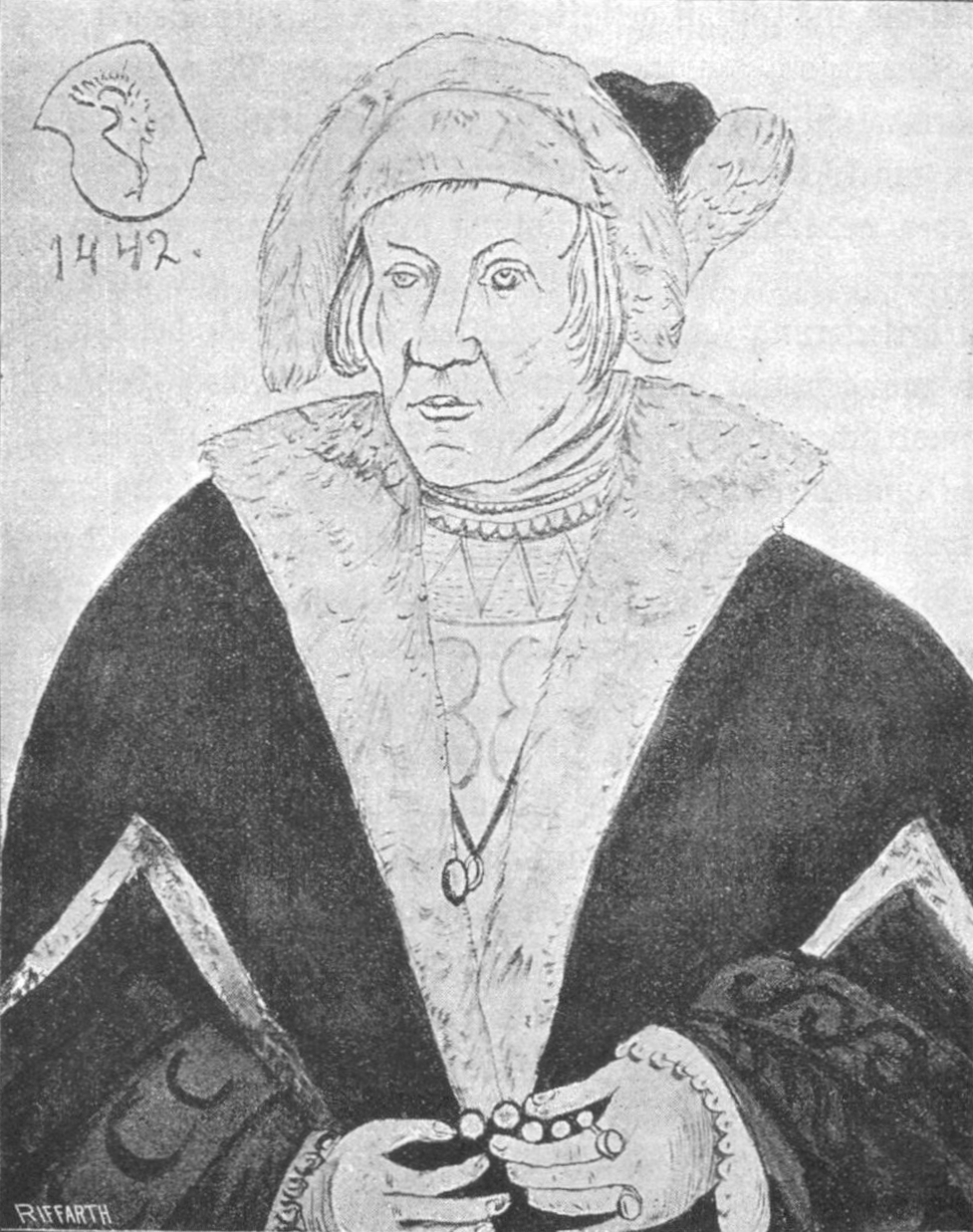
Heinze von Kracht (* um 1400; † nach 1466)
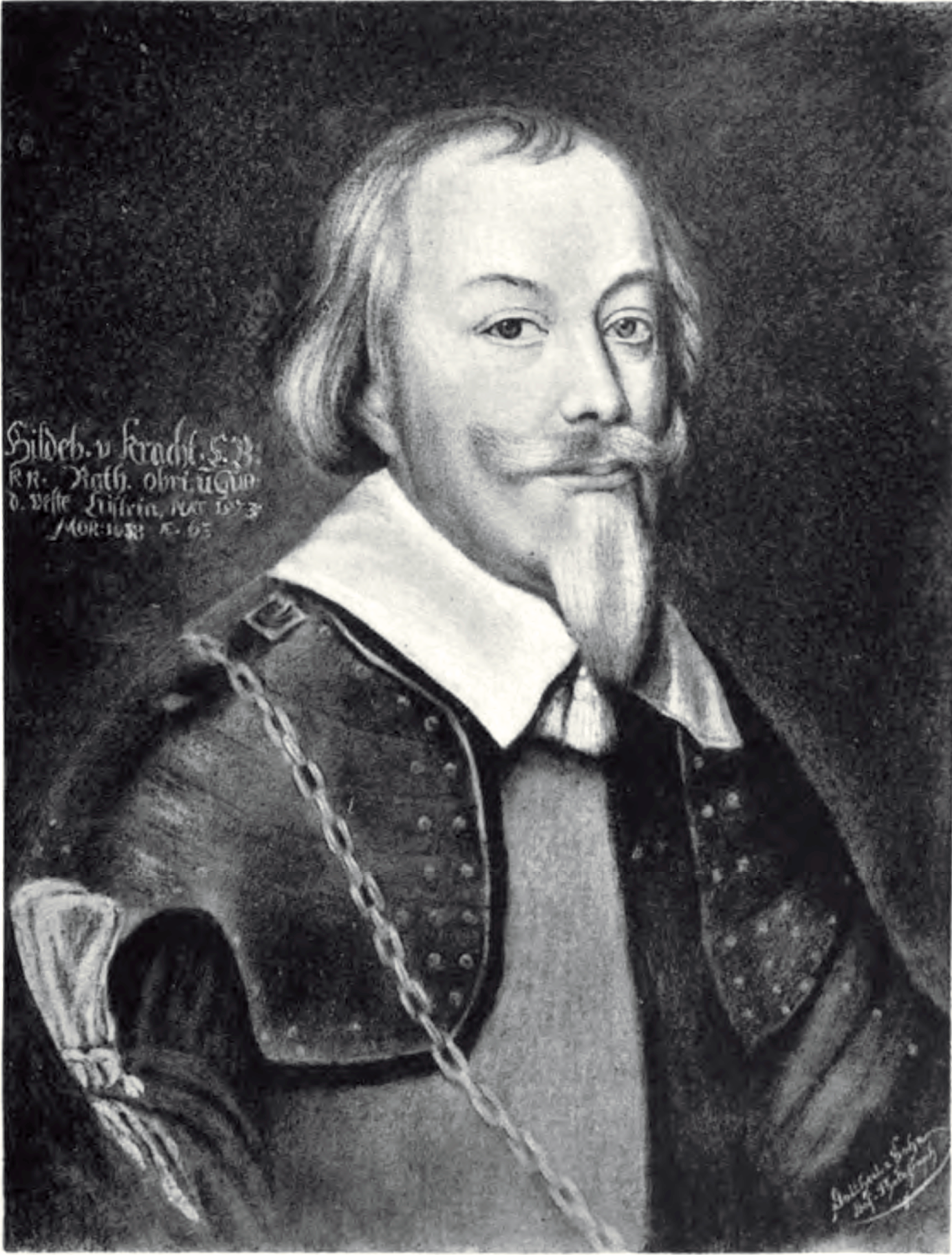
Hildebrand von Kracht (1573–1638)
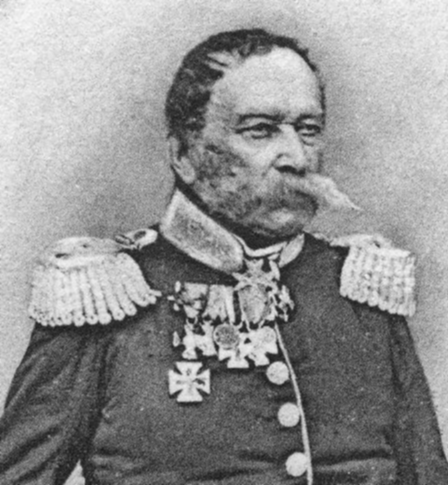
Karl Friedrich Erdmann von Kracht (1776–1856)